# Station Rose
Station Rose (kurz STR) ist ein audiovisuelles Künstlerduo und zählt zu den Pionieren der digitalen Kunst. 1988 haben Elisa Rose (Medienkünstlerin, geb. 1959 in Linz) & Gary Danner (Musiker, Medienkünstler, geb. 1959 in Linz) Station Rose in Wien als öffentliches Multimedialabor gegründet, nachdem beide die Universität für Angewandte Kunst in Wien mit Diplom (Magisterium) absolviert hatten.
Das Werk von „Station Rose“ lässt sich in die Kategorien Medienkunst, Performancekunst, digitale Kunst, Videokunst, Computerkunst, Netzkunst und Elektronische Musik einordnen.

## Aktivitäten
Von der Gründung der Station an reichte das Spektrum der STR-Aktivitäten von CD-, Vinyl-, DVD- und CD-ROM-Produktionen, über Kunstproduktion und Forschung zum Thema Virtuelle Realitäten und dem Kuratieren von Symposien bis zu Vorlesungen und Performances, Ausstellungen in Galerien, Museen, an Universitäten und im Underground.
1988/89 betrieb STR für 8 Monate multimediale Feldforschung (Post-graduate-Stipendium) mit Computer, Scanner & Sampler in Cairo/Ägypten („Station im Aussendienst“).
Station Rose veranstaltete 1989 die ersten Technoevents in Wien („Gunafa Clubbing“), übersiedelte 1991 nach Frankfurt am Main, und ging gleichzeitig online.
Bei ihren Gunafa Clubbings verwendeten sie ab 1992 das Internet als Element ihrer audiovisuellen Liveperformances. Die Echtzeitkommunikation zwischen global zugeschalteten Usern wurde dabei auf die Wände des Frankfurter Technoclubs „XS“ projiziert. Dazu wurden Sounds & Visuals in Echtzeit am Computer gespielt.
1995 erhielt STR den Prix Ars Electronica (honorable mention). Im gleichen Jahr prägten sie den Begriff „Digital Bohemian“. 1996-1998 hatten sie einen Künstlervertrag mit Sony Music.
1996–1998 waren sie Teil des Virtual-Community-Projektes „Electric Minds“ von Howard Rheingold.
1998 erschien das von ihnen gestaltete Buch „1st Decade“. Seit 1999 webcasten STR auf www.stationrose.com.
2002–2004 teilten sich Rose und Danner eine Professur an der Hochschule Darmstadt (Media Production). Von 2002 bis 2006 wurde die einstündige Sendung „Station Rose - Best of Webcasting“ wöchentlich im hr-fernsehen/ARD Digital ausgestrahlt (gesamt ca. 31 Stunden audiovisuelle Kompositionen). Dazu erschienen 2005 die CD und DVD „Best of Webcasting“.
Als eine der ersten Künstlergruppen weltweit lotete Station Rose die Möglichkeiten der interaktiven Medien und des Internets aus. Audiovisuelle Performances in Kunstgalerien und Universitäten stehen gleichberechtigt neben Aktionen auf Medienfestivals und Events im Clubbereich/Underground im Werkverzeichnis der Gruppe. Webcasting und Live-Streaming spielen dabei eine hervorgehobene Rolle.
Nachdem Elisa Rose und Gary Danner insgesamt 20 Jahre im Ausland lebten, mit Hauptwohnsitz in Frankfurt am Main, kehrten sie 2011 nach Wien zurück.

## Performances, Installationen und Vorlesungen (Auswahl)
- 2018: AV-performance at Art´s Birthday, Radio Kultur Haus, Vienna
- 2017: „Composers´ Lounge #13“, Porgy & Bess Vienna, hosted by ÖKB „Brandstätte“
- 2017: guest lecture at Academy of Fine Arts Vienna, Textuelle Bildhauerei Prof. Heimo Zobernig
- 2016: „Vienna Art Week - Interview Marathon Seeking Beauty“, AV performance, MAK Vienna
- 2016: „Parallel Vienna 2016“, installation and AV performances
- 2016: „PiXXL_Hall“, 4 hour live AV performance at Donaufestival, Minoritenkirche Krems
- 2016: Aalborg University, Denmark. Lecture and performance
- 2015: „Vienna for Art´s Sake!“ (participation), Benetton Collection, Belvedere Vienna
- 2015: „Pixel Home 2.0“, Kunst Haus Wien
- 2014: KunstGraf+ZYX TANK solo exhibition and A/V Performance
- 2014: „Pixel Home“, land art project, Ottensheim Upper Austria
- 2013: Ottensheim Open Air, live AV performance
- 2013:  Artist Talk, University of Applied Arts, Vienna
- 2013: „ShelTeR“, installation and AV performances at „Total Recall“, Ars Electronica, Tabakwerke Linz
- 2013: „Digital Quarter Century_Patterns & Pleats“, installation and AV performances, Ovalhalle MQ Vienna
- 2012: Opening of Station Rose at Museumsquartier, electric avenue
- 2011: bookpresentation at furtherfield, London
- 2011:  bookpresentation at Austrian Cultural Forum, London
- 2010: „Sit-In/Out“, audiovisual performance at „what is music?“, >>raum für kultur<< Dresdner Bank Frankfurt
- 2010: „Close_up_410“ in cooperation with Frankfurter Allgemeine Zeitung, audiovisual installation and performance at Kunsthalle Schirn Frankfurt
- 2009: „Augenclick - Pheromonic, Hungry Walking Blues“, LENTOS Kunstmuseum, Linz
- 2008: „LogInCabin“ media sculpture at MAK, Museum of Contemporary Art in Vienna
- 2007: Ars Electronica, performance at Second City/Capture Your City
- 2006: „Paraflows“, Wien; „Alles so Analog Da Draussen“, Städelschule, Frankfurt; FH Joanneum, Graz
- 2005: Performance & DVD- und CD-Präsentation „Best of Webcasting“: Kunstraum Innsbruck, Kunsthalle Wien; Cafe Royal Frankfurt; Kunstuniversität Linz
- 2003: Galerie Martina Detterer, Frankfurt; World Wide Video Festival, Amsterdam; IMG Mainz
- 2002: „Cybersonica“, ICA, London; Kunsthaus Bregenz
- 2001: WMF Berlin
- 2000: Transmediale Berlin, Salzburger Kunstverein, Generali Foundation, Wien, Transmediale Berlin
- 1999: World Tour Playing Now: Blasthaus, San Francisco; Le Batofar, Paris; Transmediale Berlin
- 1998: Transmediale Berlin
- 1995: Popkomm, Köln
- 1993: Performancereihe, Ebene 7, Frankfurt
- 1992–1997: „Gunafa Clubbing“: XS, Frankfurt; Space Place, Frankfurt; Turbine, Berlin; Nature One; u. a.
- 1990: „Public Brain Session“: Skala, Wien; Cyberthon, San Francisco
- 1989: Ars Electronica, Linz; Gunafa Clubbing, Atrium, Wien
- 1988: „Station im Aussendienst“, Museum Ludwig, Köln

## Netzprojekte
- 1992: Gunafa Clubbing, XS, Frankfurt
- 1995: Gunafa Homepage bei The Well
- 1995: World Wide Jam, Beiträge zu Howard Rheingold´s „Digital Zeitgeist“
- 1995–1996: „Digital Cocooning“, Cu See Me Konferenzen
- 1996–1997: „Electric Minds“, Virtual Community
- 1999–2006: Webcasting auf stationrose.com
- 1999: „Crosslinks“, Berlin
- 2001: „Webcast Lounge“ auf der Art Frankfurt
- 2002: Kongress „9-11 Netzwerke“, Künstlerhaus Mousonturm, Frankfurt
- 2003: „Playing Field“, IMG Mainz

## Einzelausstellungen (Auswahl)
- 2018: Bildraum 01, Wien
- 2014: Kunsthaus Langenthal Schweiz
- 2010: „Violently Y/ours“ solo exhibition at gallery Hofkabinett, Linz
- 2004: O.K.Centrum, Linz
- 2003: Galerie Martina Detterer, Frankfurt
- 2000: Kunstraum Innsbruck, medien.kunst.tirol
- 1993: Galerie Tröster & Schlüter, Frankfurt
- 1991: NGBK, Berlin; „Soft Targets“, München; „Chill Out“, Kunsthalle Schirn, Frankfurt; Westwerk Hamburg
- 1989: Galerie Gawlik & Schorm, Wien

## Diskografie (inkl. CD-ROMs und DVD)
- „STATION ROSE INTERAKTIV - Virtuelle Realität als Neuer Grenzbereich“, CD-ROM incl. 3 audio Tracks für Commodore Amiga system, Label: Gunafa, Frankfurt 1992, vertrieben von CHIP INSIDE/Vogel Verlag.
- „DAVE/Digit Eyes“, Schallplatte, Frankfurt 1992, Label: Eternity, Vertrieb: EFA
- „Surfing On Electronic Surfaces: 15 Years of Ars Electronica“, CD-ROM für Macintosh, Frankfurt/Linz 1994, Label: Gunafa, Vertrieb: Ars Electronica.
- „Icons, Morphs & Samples“: Audio-CD/CD-ROM, Hamburg 1994, Label: Gunafa, lizenziert von Play It Again Sam/Germany, Vertrieb: Rough Trade.
- „Phosphoric Brain Massage“: CD EXTRA & Vinyl, Frankfurt 1996, Label: Sony,

Vertrieb: Sony.
- „Playing Now“: Audio-CD, Frankfurt 1999, Label: Gunafa, Vertrieb: Neuton. (Online-rerelease 2006)
- „LIVE @ HOME 1-4“: Edition von Schallplatten mit Aufnahmen von Webcasts auf www.stationrose.com. Frankfurt 1999–2002, Label: Gunafa, Vertrieb: Neuton.
- „AU CIEL“: Audio-CD, Berlin 2000, Label: Crippled Dick Hot Wax!, Vertrieb: EFA. Auch als Doppel-Vinyl erschienen.
- „Clicks & Cuts 2“: Audio-CD Sampler (Beteiligung), Frankfurt 2001, Label: Mille Plateaux, Vertrieb: EFA.
- „Soundcultures“: Audio Mini-CD (Beteiligung), Frankfurt 2003, Edition Suhrkamp/Mille Plateaux, Vertrieb: Suhrkamp.
- „Manifestation!“ Schallplatte, Eternity, Frankfurt 2003, Vertrieb: Neuton.
- „Best of Webcasting“, DVD und Audio-CD, Frankfurt 2005, Label: ZYX Music, Vertrieb: ZYX Music.
- „Live @Home“, CD, online-Veröffentlichung, Frankfurt 2006, Label: Gunafa, Vertrieb: finetunes.net.

## Hörspiele
- 1988–2005: „Station Rose Jingles“, Ö1 Kunstradio, ORF Wien

## Kuratorische Projekte
- 1988: Symposium „Samples“, Station Rose, Wien
- 1990: Symposium „Mind Machines“, Station Rose, Wien; „Das Broiler Projekt - Avantgarde in der DDR?“, Station Rose, Wien; „Windows“, Station Rose, Wien
- 2000: Symposium „private://public“,/ Museum für Angewandte Kunst, Wien
- 2002: Kongress „9-11 Netzwerke“, Künstlerhaus Mousonturm, Frankfurt

## Forschung und Lehre
- 1991–1992: Forschungsauftrag „Virtuelle Realität als Neuer Grenzbereich“ für das Österreichische Ministerium f. Wissenschaft und Kunst, mit CD-ROM-Produktion.
- 2002–2004: Professur/Media Production an der Fachhochschule Darmstadt.

## Fernsehen
- 2002–2006: „Station Rose - Best of Webcasting“ 1-31, hr-fernsehen/ARD-Digital (gesamt 31 Stunden audio-visuelle Kunst)
- 1994–2001: Videoclips in MTV, Viva, Arte, 3sat